# 头道营子乡
头道营子乡，是中华人民共和国辽宁省葫芦岛市建昌县下辖的一个乡镇级行政单位。

## 行政区划
头道营子乡下辖以下地区：
头道营子村、坎守杖子村、碾沟村、水泉子沟村、陈家店村、后狮沟村和三门店村。